# Ricardo Chávez (piłkarz)
Ricardo „Diablito” Chávez Soto (ur. 19 listopada 1994 w Ciudad Victoria) – meksykański piłkarz występujący na pozycji prawego obrońcy, reprezentant Meksyku, od 2025 roku zawodnik Monterrey.
Jest synem Ricardo Cháveza Medrano, również piłkarza.